# Кубок світу з біатлону 2020—2021, естафета, чоловіки
Змагання заліку чоловічих естафет у програмі Кубку світу з біатлону 2020-2021 розпочалися 6 грудня 2020 року на другому етапі в фінському Контіолагті  й завершаться на в восьмому етапі, що проходитиме в чеському Новому Месті. Усього в програмі кубка світу заплановано 6 естафет.
За підсумками сезону 2019-2020 свій титул найкращої естафетної команди відстоюватиме збірна Норвегії.

## Формат
В естафеті від кожної команди змагаються чотири біатлоністи, кожен з яких пробігає три кола загальною довжиною 7,5 км, виконуючи дві стрільби з положення лежачи й стоячи. На кожній стрільбі біатлоніст повинен влучити в п'ять мішеней. Для цього він має 8 патронів, але спочатку в магазині тільки п'ять, додаткові патрони спортсмен повинна заряджати по одному. За кожну нерозбиту мішень біатлоніст повинен пробігти штрафне коло, довжиною 150 м. Гонка проводиться із загальним стартом. Першу стрільбу першого етапу біатлоністи повинні виконувати на установках, визначених їхнім стартовим номером. Надалі біатлоністи виконують стрільбу з установки, яка відповідає поточному місцю в гонці.

## Нарахування очок
| Місце | 1  | 2  | 3  | 4  | 5  | 6  | 7  | 8  | 9  | 10 | 11 | 12 | 13 | 14 | 15 | 16 | 17 | 18 | 19 | 20 | 21 | 22 | 23 | 24 | 25 | 26 | 27 | 28 | 29 | 30 | 31 | 32 | 33 | 34 | 35 | 36 | 37 | 38 | 39 | 40 |
| ----- | -- | -- | -- | -- | -- | -- | -- | -- | -- | -- | -- | -- | -- | -- | -- | -- | -- | -- | -- | -- | -- | -- | -- | -- | -- | -- | -- | -- | -- | -- | -- | -- | -- | -- | -- | -- | -- | -- | -- | -- |
| Очки  | 60 | 54 | 48 | 43 | 40 | 38 | 36 | 34 | 32 | 31 | 30 | 29 | 28 | 27 | 26 | 25 | 24 | 23 | 22 | 21 | 20 | 19 | 18 | 17 | 16 | 15 | 14 | 13 | 12 | 11 | 10 | 9  | 8  | 7  | 6  | 5  | 4  | 3  | 2  | 1  |

## Призери попереднього сезону
| Медаль  | Країна    | Очки |
| ------- | --------- | ---- |
| Золото: | Норвегія  | 348  |
| Срібло: | Франція   | 302  |
| Бронза: | Німеччина | 264  |

## Переможці та призери етапів
| Етап:                    | Золото:                                                                        | Час                                                       | Срібло:                                                                       | Час                                                       | Бронза:                                                             | Час                                                       |
| Контіолагті              | Норвегія Стурла Легрейд Ветле Шостад Крістіансен Тар'єй Бо Йоганнес Тінгнес Бо | 1:16:21.0 (0+0) (0+2) (0+0) (0+1) (0+3) (0+1)             | Швеція Пеппе Фемлінг Єспер Нелін Мартін Понсілуома Себастьян Самуельссон      | 1:17:00.2 (0+3) (0+1) (0+1) (0+2) (0+1) (0+1) (0+0) (0+1) | Німеччина Ерік Лессер Роман Рес Арнд Пайффер Бенедикт Долль         | 1:17:11.7 (0+1) (0+3) (0+0) (0+2) (0+0) (0+1) (0+0) (0+2) |
| Гохфільцен               | Швеція Пеппе Фемлінг Єспер Нелін Мартін Понсілуома Себастьян Самуельссон       | 1:16:31,5 (0+0) (0+2) (0+0) (0+1) (0+0) (0+3) (0+0) (0+2) | Норвегія Стурла Легрейд Йоганнес Дале Тар'єй Бо Йоганнес Тінгнес Бо           | 1:16:37,2 (0+0) (0+2) (0+1) (0+2) (0+0) (0+2) (0+1) (1+3) | Німеччина Ерік Лессер Роман Рес Бенедикт Долль Філіпп Горн          | 1:17:15,6 (0+1) (0+3) (0+0) (0+0) (0+1) (0+0) (0+2) (0+0) |
| Обергоф                  | Франція Сімон Детьє Кантен Фійон Майє Фаб'єн Клод Емільєн Жаклен               | 1:22:28.0 (0+1) (0+1) (0+0) (0+0) (0+1) (0+1) (0+1) (0+1) | Норвегія Ветле Шостад Крістіансен Йоганнес Дале Тар'єй Бо Йоганнес Тінгнес Бо | 1:22:32.2 (0+0) (0+1) (1+3) (0+0) (0+0) (0+0)             | Італія Томас Бармоліні Лукас Гофер Томаззо Джакомел Домінік Віндіш  | 1:23:34.6 (0+0) (0+1) (0+0) (0+0) (0+2) (0+0) (0+0) (0+2) |
| Антерсельва              | Франція Антонен Гігонна Кантен Фійон Майє Сімон Детьє Емільєн Жаклен           | 1:14:25.8 (0+2) (0+1) (0+1) (0+3) (0+0) (0+1) (0+1) (0+0) | Норвегія Стурла Легрейд Йоганнес Дале Тар'єй Бо Йоганнес Тінгнес Бо           | 1:14:26.6 (0+2) (0+0) (0+1) (1+3) (0+1) (0+1) (0+0) (0+1) | Росія Антон Бабіков Матвій Єлісєєв Олександр Логінов Едуард Латипов | 1:15:16.6 (0+0) (0+0) (0+0) (0+1) (0+0) (1+3) (0+0) (0+3) |
| Чемпіонат світу. Поклюка | Норвегія Стурла Легрейд Тар'єй Бо Йоганнес Тінгнес Бо Ветле Шостад Крістіансен | 1:12:27.4 (0+1) (0+1) (0+0) (0+3) (0+1) (0+0) (0+0) (0+2) | Швеція Пеппе Фемлінг Єспер Нелін Мартін Понсілуома Себастьян Самуельссон      | 1:13:00.5 (0+3) (0+0) (0+1) (0+0) (0+2) (0+1) (0+0) (0+0) | РБС Саїд Халілі Матвій Єлісєєв Олександр Логінов Едуард Латипов     | 1:13:18.3 (0+2) (0+0) (0+0) (0+1)                         |
| Нове Место               | Німеччина Ерік Лессер Бенедикт Долль Арнд Пайффер Філіпп Наврат                | 1:12:28.1 (0+0) (0+2) (0+0) (0+1) (0+1) (0+0)             | Росія Саїд Халілі Матвій Єлісєєв Олександр Логінов Едуард Латипов             | 1:13:49.8 (0+3) (0+0) (0+0) (0+0) (0+2) (0+3) (0+0) (0+0) | Норвегія Стурла Легрейд Йоганнес Дале Тар'єй Бо Йоганнес Тінгнес Бо | 1:14:01.3 (0+0) (0+0) (0+0) (1+3)                         |

## Таблиця
| #  | Команда        | КОН | ГОХ | ОБЕ | АНТ | ЧС | НОМ | Разом |
| -- | -------------- | --- | --- | --- | --- | -- | --- | ----- |
| 1  | Норвегія       | 60  | 54  | 54  | 54  | 60 | 48  | 228   |
| 2  | Швеція         | 54  | 60  | 36  | 26  | 54 | 30  | 204   |
| 3  | Франція        | 34  | 38  | 60  | 60  | 43 | 38  | 201   |
| 4  | Німеччина      | 48  | 48  | 40  | 43  | 36 | 60  | 199   |
| 5  | Росія          | 43  | 43  | 43  | 48  | 48 | 54  | 193   |
| 6  | Італія         | 40  | 34  | 48  | 40  | 38 | 36  | 166   |
| 7  | Австрія        | 38  | 36  | 26  | 38  | 31 | 40  | 152   |
| 8  | Україна        | 31  | 28  | 38  | 34  | 40 | 32  | 144   |
| 9  | Словенія       | 29  | 29  | 30  | 31  | 34 | 43  | 138   |
| 10 | Чехія          | 36  | 40  | 23  | 22  | 28 | 31  | 135   |
| 11 | Швейцарія      | 32  | 32  | 32  | 30  | 30 |     | 126   |
| 12 | Фінляндія      | 28  | 31  | 31  | 36  | 22 | 25  | 126   |
| 13 | Білорусь       | 30  | 30  | 25  | 28  | 32 | 34  | 126   |
| 14 | Канада         | 27  | 27  | 34  | 32  | 29 | 29  | 124   |
| 15 | США            | 23  | 26  | 29  | 21  | 26 | 28  | 109   |
| 16 | Словаччина     | 25  | 21  | 28  | 29  | 24 | 21  | 106   |
| 17 | Японія         | 26  | 24  | 20  | 19  | 23 | 27  | 100   |
| 18 | Литва          | 22  | 20  | 24  | 27  | 15 | 26  | 99    |
| 19 | Естонія        | 24  | 19  | 27  | 24  | 20 |     | 95    |
| 20 | Болгарія       | 20  | 23  |     |     | 25 | 24  | 92    |
| 21 | Румунія        |     | 17  | 18  | 23  | 27 | 22  | 90    |
| 22 | Бельгія        | 21  | 25  | 17  | 18  | 18 | 23  | 87    |
| 23 | Казахстан      | 17  | 18  | 22  | 25  | 17 | 19  | 84    |
| 24 | Латвія         | 19  | 16  | 21  | 20  | 19 | 20  | 80    |
| 25 | Польща         | 18  | 22  | 19  | 17  | 16 | 18  | 77    |
| 26 | Молдова        |     |     |     |     | 21 |     | 21    |
| 27 | Південна Корея |     |     |     |     | 14 |     | 14    |